# 12-й батальон территориальной обороны
12-й батальон территориальной обороны «Киев» (укр. 12-й батальйон територіальної оборони «Київ») — отдельный батальон, созданный в Киеве и в дальнейшем включённый в состав 72 ой отдельной механизированой бригады Сухопутных войск Украины.
Участвовал в боях под Луганском, и далее переброшен на Донецкое направление, в частности Авдеевка.

## Предшествующие события
19 марта 2014 года Совет национальной безопасности и обороны Украины принял решение о создании оперативных штабов при областных государственных администрациях пограничных областей Украины. 30 марта 2014 года и. о. президента Украины А. В. Турчинов поручил руководителям областных администраций начать создание батальонов территориальной обороны в каждой области Украины.
30 апреля 2014 года было принято официальное решение возложить функции создания батальонов территориальной обороны в каждой области Украины на областные военные комиссариаты.

## Численность и комплектование
16 мая 2014 в Киеве началось создание 12-го батальона территориальной обороны для охраны стратегических объектов столицы. Батальон был укомплектован военнообязанными исключительно из числа жителей столицы
Личный состав батальона прошёл обучение в учебном центре «Десна». Военнослужащих батальона обучали передвигаться по лесу, захватывать блокпосты, производить «зачистку» зданий.
Формирование батальона проходило с использованием средств городского бюджета Киева (которые поступают через благотворительный фонд «Фонд Поддержки Украинской Армии») и внебюджетных средств.
- так, 21 мая 2014 батальон получил от Киевской городской государственной администрации шесть автомашин и несколько прицепов, которые были отремонтированы на киевских автотранспортных предприятиях[10]
- 30 мая 2014 батальон получил от КГГА партию помощи (30 бронежилетов 4-го класса защиты, армейские сапоги и др.)[8], позднее от КГГА было получено 2 тыс. индивидуальных медицинских аптечек[11]
- в период до 19 июня 2014 за счёт спонсорской помощи батальон получил униформу, обувь, фонари, аккумуляторы и необходимые предметы быта (матрасы, одеяла, подушки, бельё и др.)[7]
- 29 июня 2014 братья Кличко перечислили 3,2 млн гривен на обеспечение батальона снаряжением[12]
- 15 октября 2014 «Киевводоканал» передал батальону две печки-«буржуйки»[13]
- 17 октября 2014 управление туризма КГГА передало партию помощи (медикаменты, перевязочные материалы и хирургические инструменты) в хирургическое отделение Главного военного клинического госпиталя министерства обороны Украины, где проходили лечение раненые военнослужащие 12-го батальона территориальной обороны[14]
- 2 декабря 2014 года мэр Киева Виталий Кличко сообщил, что семьи военнослужащих — участников антитеррористической операции, проживающие в городе Киеве, с января 2015 года освобождены от уплаты коммунальных платежей[15]
- 10 декабря 2014 по решению киевской городской администрации за счёт средств городского бюджета начался ремонт домов семей погибших и раненых военнослужащих 12-го батальона территориальной обороны «Киев» — участников антитеррористической операции[16]

В соответствии с указом президента Украины П. А. Порошенко № 44 от 11 февраля 2016 года оказание шефской помощи батальону было поручено Киевской городской государственной администрации.

## Деятельность
10 июня 2014 батальон был отправлен в зону боевых действий востоке Украины.
В ночь с 13 на 14 июня 2014 батальон прибыл в Луганскую область и начал оборудовать позиции. 18 июня 2014 родственники военнослужащих батальона пикетировали здание генерального штаба, после того, как узнали, что батальон не получил ранее обещанное защитное снаряжение и экипировку (личный состав получил стальные каски советского производства, однако бронежилеты имелись лишь у 30 % военнослужащих — при том, что свыше 10 бронежилетов солдаты купили за собственные средства, а ещё свыше 30 были получены от спонсоров).
19 июня 2014 глава Киевской городской государственной администрации Владимир Бондаренко обратился к министру обороны и генеральному штабу вооружённых сил Украины с просьбой отозвать 12-й батальон территориальной обороны из зоны АТО на постоянное место дислокации для доукомплектования и экипировки.
22 июля 2014 была обстреляна из РСЗО высота в районе посёлка Металлист Донецкой области, на которой занимали позицию военнослужащие батальона, в результате 7 военнослужащих батальона получили ранения, один из раненых скончался от полученных ранений.
22 августа 2014 подразделение батальона, занимавшее позиции в Октябрьском районе Луганска было обстреляно из танков, два военнослужащих батальона погибли и ещё шесть были ранены.
В ночь с 3 на 4 сентября 2014 огнём из РСЗО «Смерч» был уничтожен базовый лагерь батальона в селе Дмитровка Луганской области. После обстрела военнослужащие батальона отошли из Дмитровки на новое место дислокации. Заместитель командира батальона подполковник Антон Шаповал сообщил, что в результате обстрела «уничтожена техника батальона, из пяти БТР осталось два», но не назвал количество потерь убитыми и ранеными среди военнослужащих. Позднее военнослужащие сообщили, что в результате обстрела «подразделение потеряло почти всю свою документацию, материальную базу и помощь от волонтёров», включая зимнюю униформу. Представители ЛНР подтвердили обстрел лагеря, но сообщили, что точное количество погибших и раненых противника не установлено. Есть сведения о гибели в результате обстрела нескольких военнослужащих батальона (по имени известен только один), ещё несколько были ранены.
8 сентября 2014 родственники военнослужащих батальона провели митинг протеста у здания министерства обороны с требованием вернуть в Киев военнослужащих батальона.
10 сентября 2014 родственники военнослужащих батальона перекрыли Воздухофлотский проспект в центре Киева с требованием провести ротацию батальона. После этого, заместитель министра обороны Пётр Мехед сообщил, что ротацию батальона пока провести невозможно. Также он сообщил, что батальон будет пополнен личным составом. Вслед за этим, военный комиссар Киева Владимир Кидань сообщил, что на пополнение батальона уже направлен 131 человек из числа военнообязанных, призванных в Киеве в ходе третьей волны мобилизации.
17-18 сентября 2014 батальон под обстрелом удерживал оборонительные позиции в районе Луганска. 18 сентября 2014 военнослужащие батальона сообщили, что за прошедшие сутки «в результате обстрела с двух сторон» погиб 1 и были ранены ещё несколько военнослужащих батальона.
По состоянию на 25 октября 2014, военнослужащие батальона несли службу на 12 блокпостах в нескольких районах Луганской области.
В октябре 2014 в прессе появилась информация, что 12-й батальон территориальной обороны планируют переформировать и влить в 26-ю отдельную артиллерийскую бригаду (в/ч А0409, г. Бердичев) (к началу ноября 2014 батальон был включён в состав бригады).
В ноябре 2014 батальон принял решение не пропускать грузовики с продуктами и пассажирские автобусы, направляющиеся в Луганск, мотивируя это усложнением поставок сепаратистам продуктов и боеприпасов.
3 декабря 2014 года 200 военнослужащих батальона были выведены из зоны боевых действий в Черниговскую область и прибыли в учебный центр «Десна», а 6 декабря 2014 батальон был возвращён на место постоянной дислокации, в Киев.
28 марта 2015 в зоне боевых действий погиб ещё один военнослужащий батальона.

## Техника, вооружение и снаряжение
Личный состав батальона обмундирован в военную форму и вооружён стрелковым оружием: автоматами АК-74 и ручными пулемётами РПК-74, также есть несколько гранатомётов.
Часть униформы и бронежилетов военнослужащие батальона покупали за собственные средства.
Также в распоряжение батальона была передана автомобильная техника (автобусы «Богдан» и грузовые автомашины, включая снятые с консервации ЗИЛ-157), полевая кухня и радиостанции.
В дальнейшем, батальон получил пять бронетранспортёров (однако три БТР и часть автотранспорта были уничтожены 4 сентября 2014). Позднее, батальон получил одну БРДМ-2РХБ.
25 октября 2014 года командир батальона сообщил, что на вооружение батальона поступили три танка Т-64 и уже принято решение о создании в составе батальона танкового взвода из трёх танков
В мае 2015 года предприниматели киевского авторынка передали батальону микроавтобус.

## Дополнительная информация
- 5 декабря 2014 в учебно-воспитательном комплексе № 209 «Созвездие» (Киев) была установлена мемориальная доска в честь памяти выпускника учебного заведения, сержанта 12-го батальона территориальной обороны Киева А. Шишко[42].